# Cover 1
Cover 1, auch Man-free, ist ein Verteidigungsschema im American Football. Dabei deckt der Free Safety die tiefe Zone ab, während die Cornerbacks und drei weitere Defensespieler in die Manndeckung gehen. Vier der restlichen fünf Spieler agieren üben den Pass Rush aus und ein Spieler kann entweder blitzen oder in die Zonendeckung gehen. Wird ein Spieler zur Unterstützung der Passverteidigung eingesetzt, so spricht man von Cover-1-Robber, da der freie Spieler kurze und mittlere Pässe „rauben“ kann. Cover 1 ist anfällig für Big Plays, da nur ein Spieler das tiefe Feld abdeckt. Aufgrund dessen wird sie zumeist nur bei 3rd Downs genutzt, wo die Belohnung eines Stops (Punt, Field Goal statt möglicher Touchdown) die Risiken eines Big Plays überwiegen.